# Salima Ghezali
Salima Ghezali (Bouira, Argélia, 1958) é uma jornalista e escritora Argelina. Em 1997, Ghezali foi vencedora do Prêmio Sakharov.

## Biografia
Desde cedo Ghezali militou de forma ativa nos movimentos feministas, sendo defensora dos direitos humanos em geral e especialmente o das mulheres, além de ser uma combatente em prol da democracia no seu país.
Fundou a revista Nyssa da qual foi chefe de redação, além de ter sido editora no semanário La Nation, onde se empenhou na luta contra a censura na Argélia. Ao defender uma solução pacífica para a crise argelina, enfrentou forte oposição das autoridades oficiais e dos extremistas islâmicos. Quando assinou um artigo no jornal Le Monde Diplomatique, onde afirmava que a manutenção da vigilância sobre os princípios fundamentais da sociedade humana era a melhor forma de fazer com que a civilização vencesse a barbárie, as autoridades argelinas encerraram o seu jornal. 
Em uma audiência no Parlamento Europeu, ainda antes de ter ganho o prêmio Sakharov, Ghezali falou da liberdade de imprensa no seu país e das retaliações a que estão sujeitos os jornalistas quando, para escrever sobre certos temas, tentam iludir a censura vigente.